# Rock and Roll Love Letter
"Rock And Roll Love Letter" (também grafada "Rock N' Roll Love Letter" ou "Rock 'N' Roll Love Letter") é uma canção de rock'n'roll do cantor estadunidense Tim Moore, lançada como gravação promocional, em single 7", pela Asylum Records em 1975 e incluída no final do Lado A de seu segundo LP, Behind The Eyes, do mesmo ano.
Esta canção se tornou mais conhecida, em versão cover, no momento em que foi lançada pelo grupo escocês Bay City Rollers e colocada em seu álbum de 1976, Rock N' Roll Love Letter; atingindo a posição #28 da Billboard Hot 100 em 12 de junho.

## "Rock And Roll Love Letter", versões cover
Além da famosa versão dos Bay City Rollers, citada, esta música também foi lançada pelos Dirty Angels, nos Estados Unidos (em single 7", em 1975), por Tina Arena & Johnny Bowles (em seu álbum de 1977, Tiny Tina & Little John), pela banda britânica de power pop The Records (em singles 7" e 12", de 1979), pela The Scratch Band (em single 7", no mesmo ano dos Records) e por Gary Pig Gold e The Grip Weeds, no Lado B do single de 7" intitulado "Permanent Vacation" (no ano 2000).

## Discografia
- Tim Moore - 7" single promocional, A: "Rock And Roll Love Letter" (stereo) / B: "Rock And Roll Love Letter" (mono) (1975) - Asylum Records (E-45276)[1]
- Tim Moore - LP: Behind The Eyes (1975) - Asylum Records (7E-1042)[3]
- Tim Moore - 7" single, A: "Rock And Roll Love Letter" / B: "The Night We First Sailed Away" (1976) - Polydor Records (2001 689)[15]

- Dirty Angels - 7" single, A: "Rock And Roll Love Letter" / B: "Debris" (1975) - Sire Records (SAA-719)[9]

- Bay City Rollers - LP: Rock N' Roll Love Letter (1976) - Arista Records (AL 4071)[7]
- Bay City Rollers - 7" single, A: "Rock And Roll Love Letter" / B: "Shanghai'd In Love" (1976) - Bell Records/Negram - Holanda (NG 752)[16]

- Tina Arena & Johnny Bowles - LP: Tiny Tina & Little John (1977) - Pisces Records - Austrália (L-27029)[10]

- The Records - 7" single, A: "Rock N' Roll Love Letter" / B: "Wives And Mothers of Tomorrow" (1979) - Virgin Records (VS 247)[11]
- The Records - 12" single, A: "Rock N' Roll Love Letter" / B1: "Wives And Mothers of Tomorrow", B2: "Starry Eyes" (ao vivo) (1979) - Virgin Records (VS 24712)[12]

- The Scratch Band - 7" single, A: "Rock 'N' Roll Love Letter" / B: "Uptown" (1979) - London Records (HLY 10567)[13]

- Gary Pig Gold - 7" single, A: "Permanent Vacation" / B: "Rock And Roll Love Letter" (2000) (assinado como Gary & The Grip Weeds) - Pop The Balloon - França (BANG 13)[14]